# Anja Haga
Anja Haga (ur. 25 grudnia 1976 w Drachten) – holenderska polityk i działaczka samorządowa, posłanka do Parlamentu Europejskiego IX kadencji.

## Życiorys
Absolwentka lingwistyki na Uniwersytecie w Groningen. Kształciła się również z zakresu zarządzania przedsiębiorstwem i polityki europejskiej. Pracowała jako kierownik projektu w instytucji zajmującej się opieką nad osobami niepełnosprawnymi, była też doradczynią kierownictwa ChristenUnie. Do 2015 zasiadała w radzie prowincji Fryzja, w której kierowała frakcją CU. W latach 2015–2017 wchodziła w skład egzekutywy miejskiej w Arnhem. Pełniła funkcję doradcy strategicznego w Staatsbosbeheer, instytucji rządowej zajmującej się leśnictwem i zarządzaniem rezerwatami przyrody.
W wyborach w 2019 bez powodzenia kandydowała do Parlamentu Europejskiego. Mandat posłanki do PE IX kadencji objęła we wrześniu 2023, zastępując Petera van Dalena.